# Grigorij Oster

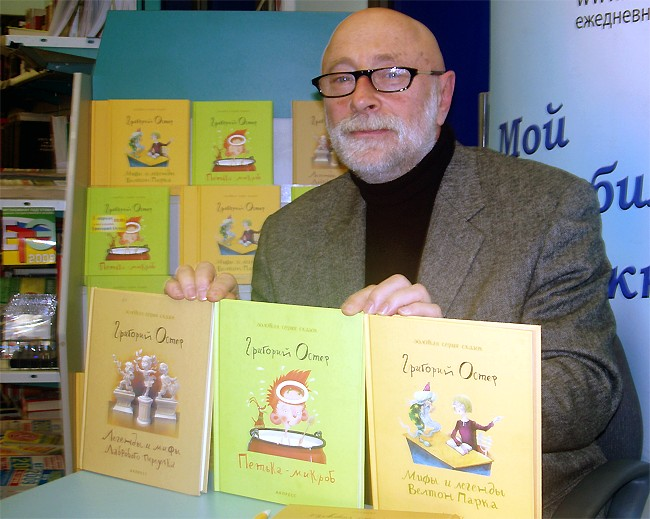
Grigorij Oster ze swoimi książkami

Grigorij Biencionowicz Oster (ros. Григо́рий Бенцио́нович О́стер; ur. 27 listopada 1947 w Odessie) – radziecki i rosyjski pisarz, dramaturg, scenarzysta i poeta. Autor książek dla dzieci. Laureat Państwowej Nagrody Federacji Rosyjskiej (2002). Zasłużony Działacz Sztuk Federacji Rosyjskiej (2007).

## Życiorys
W 1982 roku ukończył Instytut Literacki imienia A.M. Gorkiego na wydziale dramaturgii. Pisał sztuki do spektakli teatralnych. W 1975 roku wydał swoją pierwszą książkę dla dzieci. W animacji współpracował m.in. z Lwem Atamanowem, Wiaczesławem Kotionoczkinem, Leonidem Szwarcmanem i Władimirem Piekarem. Od 1975 roku Oster napisał scenariusze do ponad siedemdziesięciu filmów animowanych. Autor książek dla dzieci, pisał krótkie opowiadania i baśnie, w tym scenariusze filmowe, które zostały przetłumaczone na wiele języków, w tym angielski, fiński, japoński, polski i węgierski.

## Wybrane scenariusze filmowe
- Seria O kotku, który miał na imię Hau (Котёнок по имени Гав) – 5 serii (1976–1982)
- 38 papug (38 попугаев) – 10 części (1976–1991)
- Chłopiec i dziewczynka (Мальчик и девочка) (1978)
- Jak lisica zająca doganiała (Как лиса зайца догоняла) (1979)
- Seria Zajączek i jego przyjaciele – 5 serii (1979-1982):
  - 1. Ушастик (1979)
  - 2. Когда Медвежонок проснётся (1979)
  - 3. Zajączek i jego przyjaciele (Ушастик и его друзья) – film obejmuje dwie historie: Jak Zajączek chciał dorosnąć (Как Ушастик хотел вырасти) i Jak Gąsiorek się zgubił / O gąsiorku, który się zgubił[5] (Как Гусенок потерялся) (1981)
  - 4. Zajączek i jego przyjaciele: Tajemnicza zguba (Таинственная пропажа) (1982)
  - 5. Zajączek i jego przyjaciele: Polowanie (Как Гусёнок на Лису охотился) (1982)
- Na ratunek (Он попался!) (1981)
- Odważna myszka (Попался, который кусался!) (1983)
- Seria Małpki – 7 serii (1983-1997):
  - 1. Обезьянки. Гирлянда из малышей (1983)
  - 2. Uwaga! Małpeczki! (Обезьянки. Осторожно, обезьянки!) (1984)
  - 3. Обезьянки и грабители (1985)
  - 4. Как обезьянки обедали (1987)
  - 5. Обезьянки, вперёд (1993)
  - 6. Обезьянки в опере (1995)
  - 7. Обезьянки. Скорая помощь (1997)
- Wriednyj sowiet (1980) – Wesoła karuzela nr 17
- Wriednyj sowiet (1986) – Wesoła karuzela nr 19